# 稲生平八
稲生 平八（いのお へいはち、1905年7月15日 - 1989年7月23日）は、日本の経営者。東京都出身。

## 経歴
府立一中 を経て、1930年に慶應義塾大学経済学部を卒業し、同年に森永製菓に入社。
1949年11月に取締役に就任し、常務、専務を経て、1970年5月に副社長に就任した。1974年6月に森永乳業社長に就任し、1979年6月には森永製菓社長に就任した。1983年6月から会長を務めた。
1989年7月23日急性心不全のために死去。84歳没。